# Buchenwald koncentrationslejr
Buchenwald var en af de største koncentrationslejre i Tyskland under 2. verdenskrig. Lejren ved Weimar blev åbnet i 1937 især for kriminelle og politiske fanger. Op til 2. verdenskrig kom andre, de fleste jøder. I alt har 238.979 fanger været gennem lejren. Mindst 54.500 døde.
174 underlejre og udekommandoer var tilknyttet lejren.  Over porten stod indskriften Jedem das Seine ("Efter fortjeneste"). 
De næsten 2.000 danske politifolk, der blev arresteret 19. september 1944, blev omkring 1. oktober overført til Buchenwald efter at have været i Neuengamme. 62 døde inden hovedparten af dem blev overført til Mühlberg 16. december 1944.
Nogle fanger havde værre vilkår i Buchenwald end andre. De danske politifolk var så heldige at modtage pakker fra det danske Røde Kors. Med henvisning til Geneve-konventionen fik også amerikanerne og englænderne pakker fra det internationale Røde Kors. 
Efter Tysklands nederlag i 2. verdenskrig blev lejren overtaget af Sovjetunionens militæradministration i Tyskland (SMAD), hvorefter det sovjetiske ministerium for interne anliggender indrettede en NKVD speciallejr i bygningerne. Lejren hed nu NKVD speciallejr nr. 2, hvor der indtil den endelige lukning i 1950 blev indsat at 28.455 fanger, hvoraf 7.113 døde.

## Baggrund
SS-general Theodor Eicke foreslog den 3.juni 1936 at flytte Lichtenburg koncentrationslejren til Thüringen. Den 5.maj 1937 blev Ettersberg valgt, og den 16.juli samme år ankom de første 300 fanger til Konzentrationslager Ettersberg. 6.august blev navnet ændret til Buchenwald (= Bøgeskov), for at det ikke skulle minde for meget om Goethe, der spadserede meget i Ettersberg.  Lejren blev bygget af fangerne. I sommeren 1937 tvang SS dem til at tilbringe "fritiden" med at slæbe enorme sten fra stenbruddet til lejren. Var stenen ikke stor nok, blev fangen straks slået ihjel. Senere blev fangerne spændt for vogne og måtte slæbe store læs til lejren, mens SS tvang dem til at synge og omtalte dem som "de syngende heste". 
Efter Krystalnatten kom mellem 11. og 13.november 1938 68 transporter med jøder fra opsamlingslejre i Frankfurt am Main, Hannover, Kassel og Aachen. Allerede under transporten til Weimar begyndte mishandlingen. I Buchenwald måtte de arbejde i det tøj, de havde på, da de blev deporteret. Og appelpladsen var fyldt med blodige og forslåede mennesker i undertøj eller pyjamas med tøfler på fødderne.  Ti dage efter pogromens afslutning 10.november begyndte løsladelsen fra Buchenwald. Mange ældre og svagelige var omkommet. 28.november 1938 blev veteraner fra første verdenskrig løsladt. Den 12. december fanger over 50 år og den 21.januar 1939 fanger under atten år. 
Buchenwald adskilte sig stærkt fra lejre som Dachau og Sachsenhausen; ikke ved SS' optræden, men fordi huse, hygiejne og øvrige livsbetingelser var langt dårligere.  I december 1938 blev SS alarmeret af de mange udbrud af tyfus blandt fangerne. En kommission aflagde besøg og beskrev den katastrofale vandmangel i lejren. SS-officerer fik en halv liter vand om dagen, fangerne halvdelen.  Samtidig gjorde den enorme overbefolkning i lejren det muligt for dødsdømte at gemme sig for SS i mængden. 
Den første lejrkommandant var Karl Otto Koch til 1941, hvor Pister overtog, og Koch blev forflyttet til Majdanek. Her blev han anklaget for tyveri og bedrageri og henrettet i Buchenwald.
Hans anden kone, Ilse Koch, blev kendt som "heksen i Buchenwald". Hun slap med en dom på få års fængsel, men blev arresteret igen og begik selvmord i et fængsel i Bayern i september 1967.

## Antallet af døde i Buchenwald
Antallet af døde i Buchenwald er anslået til 56.545. 
. Resultatet er som summen af
- 33.462 døde ifølge SS-regnskabet
- 8.483 henrettet ved nakkeskud ifølge en fange
- 1.100 henrettet ved hængning samt
- 13.500 døde under evakueringerne[14].

Af de i alt 238.979 fanger i Buchenwald udgør de 56.545 døde 24 %. Efter 2. verdenskrig overgik lejren til den sovjetiske besættelsesmagt, der internerede ca. 28.000 tyskere mistænkt for nazistisk virksomhed eller sympati. Heraf døde ca. 7.000 (25 %).

### Rapport fra en britisk parlamentsdelegation i 1945
"1.april i år var der 80.813 [fanger]. Nogle dage før de amerikanske soldaters ankomst 11.april evakuerede nazisterne ca. 18.000 til 22.000.(...) En detaljeret rapport, vi fik fra en antifascistisk komité, gik ud på, at 51.572 døde i Buchenwald eller lige efter overførslen til en tilintetgørelseslejr, deraf mindst 17.000 efter 1.januar 1945. Selv om oprydningen havde været i gang i mere end en uge, da vi ankom, og forholdene følgelig var væsentligt forbedrede, var vores første og også varige indtryk en utrolig og udbredt urenlighed, stanken fra forrådnelse og sygdom forpestede stadig stedet.(...) Mange var ude af stand til at tale, de lå i en døs eller fulgte os med øjnene. Nogle snakkede løs og viste os sår, skrammer og bylder, der kun kunne stamme fra spark eller slag. De lå på jorden med tæpper under og over sig. Alle var i et stadium af ekstrem afmagring. Amerikanerne fortalte os, at de siden deres ankomst havde fået dødstallet ned fra ca. 100 til 35 pr. dag. Den almindelige påklædning var en iturevet frakke, vest eller bomuldsjakke. Lårene, som stak frem derunder, var ikke tykkere end et normalt håndled." 

### Vidneforklaring fra Ludwig Scheinbrunn, tidligere fange
"Fra 21.september 1939 var jeg sat til at bære lig i Buchenwald. Jeg gjorde det i to et halvt år. I vinteren 1939 rejstes en teltlejr ved krematoriet, hvor mere end fyrre dagligt døde af kulde og sult. SS-adjudanterne Blank og Hinkelmann forgiftede desuden mange af dem. Fangerne modtog en halv liter tynd suppe hver og et brød til deling mellem otte fanger. To gange skete det, at to fanger slæbte en død kammerat med i håb om at få hans brødration. Blank og Hinkelmann smed ofte maden i mudderet, så fangerne måtte lægge sig på knæ for at få fat på den, mens Blank og Hinkelmann slog dem med kæp og pisk..." 

## Dødsfald blandt deporterede danske politifolk
Af de 1.960 deporterede danske politifolk, der kom til Buchenwald i slutningen af september og begyndelsen af oktober 1944, døde 62 (3 %) i Buchenwald. At dødstallet ikke var så højt som flere andre gruppers, skyldes dels pakker fra dansk Røde Kors, dels at opholdet blev kort: den 16. december 1944 blev 1.604 af politifolkene flyttet til Mühlberg efter at have fået status som krigsfanger.

## De norske studenter
Den tyske besættelsesmagt i Norge lukkede universitetet i Oslo og arresterede de mandlige norske studenter i november 1943. Det er den eneste gang i historien, at et lands mandlige studenter er blevet deporteret i samlet flok. De blev sendt til Buchenwald med "SS Donau", transportskibet der tidligere havde fragtet de 750 arresterede norske jøder. Over tre hundrede norske studenter sad indespærret i Buchenwald på ubestemt tid omgivet af resultaterne af den raceideologi, de skulle omvendes til. De fik bedre mad end lejrens øvrige fanger og gik i deres eget tøj, men i foråret 1944 kom de første dødsfald som følge af tuberkulose og anden smitte. Studenterne blev undervist i tysk kultur af ansatte fra universitetet i Jena, hvor rektor, racehygiejnikeren Karl Astel, havde stiftet et institut, der forskede i det farlige ved tobaksrygning.  Jenas universitet havde et nært samarbejde med lejren, hvorfra ledelse leverede dissektionsmateriale mod hjælp mod epidemierne. Også norske medicinerstudenter blev valgt ud til at deltage i dissektioner.  I marts 1945 blev de fragtet i godsvogne til koncentrationslejren Neuengamme ved Hamburg, hvorfra de blev hentet hjem med "de hvide busser" samme forår.

## Skiltet
Ehrlich studerede i Dessau under de store Bauhaus-mestre som Paul Klee og Walter Gropius. Som kommunist blev Ehrlich arresteret i 1935, og to år senere endte han i Buchenwald. Som anerkendt arkitekt og designer blev Ehrlich benyttet som interiørarkitekt for lejrens SS-kommandant. Over lejrenes indgangsport stod der ellers Arbeit macht frei (= Arbejde gør fri). I Buchenwald ønskede man et endnu mere ironisk slagord. Vendt, så det kunne læses inde fra lejren, skulle der stå: Jedem das seine (= Enhver får sit). Ehrlich blev sat til at udforme skiltet, og lavede bogstaverne i ren Bauhaus-stil. En dobbelt ironi, for måske ville nazismen en dag få sit? Ehrlich overlevede lejropholdet og blev en af Østtysklands ledende arkitekter som leder for genrejsningen af Dresden og arkitekt for det østtyske radiohus Funkhaus. 